# Postcards from a Young Man
Postcards from a Young Man ist das zehnte Studioalbum der walisischen Rockband Manic Street Preachers. Es wurde im deutschsprachigen Gebiet am 17. September 2010, in Großbritannien am 20. September veröffentlicht. Nach dem düsteren und experimentellen Vorgänger Journal for Plague Lovers, dessen Texte ausschließlich auf zurückgelassenen Aufzeichnungen des verschwundenen Bandmitglieds Richey James Edwards beruhten, ist Postcards from a Young Man wieder ein eingängiges Rockalbum, das von Fans und Kritikern oft mit dem Band-Klassiker Everything Must Go aus dem Jahr 1996 verglichen wurde.

## Hintergrund
Schon früh im Aufnahmeprozess machten die Manic Street Preachers deutlich, dass ihr neues Album die düstere Linie des Vorgängers nicht fortführen werde. Im Interview mit dem NME erklärte Sänger James Dean Bradfield: „Diesmal konzentrieren wir uns auf die großen Radiohits. Es ist kein Nachfolger zu Journal for Plague Lovers. Es ist ein letzter Versuch der Massenkommunikation.“
Postcards from a Young Man wurde wieder mit dem Stammproduzenten der Manic Street Preachers, Dave Eringa, aufgenommen. Zudem waren Loz Williams und die Band selbst als Produzenten verantwortlich. Die Aufnahmen begannen im Oktober 2009 und fanden in den Faster Studios in Cardiff statt. Gemischt wurden die Lieder von Chris Lord-Alge in Los Angeles, für das Mastering zeichnete Howie Weinberg in New York verantwortlich.
Ian McCulloch (Echo & The Bunnymen) ist Bradfields Duettpartner im Lied Some Kind of Nothingness. Weitere Gastbeiträge auf dem Album stammen von John Cale (Keyboards und Hintergrundgeräusche in Auto-Intoxication) sowie Duff McKagan von Guns n’ Roses (Bass bei A Billion Balconies Facing the Sun). Auf dem Cover des Albums ist der Schauspieler Tim Roth zu sehen.

## Veröffentlichung

### Kritiken
Das Album bekam überwiegend wohlwollende Kritiken, wenn auch insgesamt weniger enthusiastische als der Vorgänger. Bei Metacritic erreichte es eine Wertung von 76 von 100 Punkten. Der All Music Guide vergab 4,5 von 5 möglichen Punkten und bezeichnete das Album als „ernst gemeinten Spaß mit viel Anspruch“. Auch der NME vergab mit 7 von 10 Punkten eine positive Bewertung. Dieselbe Wertung gab es in Deutschland von Plattentests.de, wo Rezensent Mark Read das Album als „nicht perfekt, aber verdammt gut“ beschrieb. Etwas weniger positiv bewertete laut.de, wo Katja Scherle 3 von 5 Punkten vergab und schrieb: „Die Manic Street Preachers demonstrieren 2010, was sie noch drauf haben und woher sie kommen. Mitunter verlieren sie sich leider in ihrer Rückwärtsgewandheit und wirken bisweilen wie verbitterte alte Männer.“

### Chartplatzierungen

#### Album
Wie bereits der Vorgänger erreichte Postcards from a Young Man Platz 3 in den britischen Charts. In Deutschland erreichte das Album lediglich Rang 65, was das schwächste Abschneiden seit 14 Jahren darstellte, als es Everything Must Go überhaupt nicht in die Top 100 schaffte. Auch in der Schweiz verbuchte das Album keinen großen Erfolg, dort kam es lediglich auf Platz 87.

#### Singles
Insgesamt wurden drei Singles aus dem Album ausgekoppelt, die alle lediglich im Vereinigten Königreich charten konnten. Das vorab veröffentlichte (It's Not War) Just the End of Love war dabei am erfolgreichsten mit Platz 28 in den britischen Singlecharts. Dies bedeutete allerdings das schlechteste Ergebnis für eine regulär veröffentlichte Single der Manic Street Preachers seit 18 Jahren, als Little Baby Nothing nicht höher kam als Platz 29.
Noch weniger Erfolg hatten die beiden folgenden Singles: Some Kind of Nothingness (Platz 44) und das Titellied Postcards from a Young Man (Platz 54).

## Trackliste
1. (It’s Not War) Just the End of Love (3:27)
2. Postcards from a Young Man (3:35)
3. Some Kind of Nothingness (3:50) (feat. Ian McCulloch)
4. The Descent (Pages 1 & 2) (3:27)
5. Hazelton Avenue (3:23)
6. Auto-Intoxication (3:47) (feat. John Cale)
7. Golden Platitudes (4:23)
8. I Think I Found it (3:06)
9. A Billion Balconies Facing the Sun (3:39) (feat. Duff McKagan)
10. All We Make Is Entertainment (4:15)
11. The Future Has Been Here 4 Ever (3:38)
12. Don’t Be Evil (3:18)